# Verbascum shiqricum
Verbascum shiqricum är en flenörtsväxtart som beskrevs av Hemaid. Verbascum shiqricum ingår i släktet kungsljus, och familjen flenörtsväxter. Inga underarter finns listade i Catalogue of Life.